# ヘリット・リートフェルト

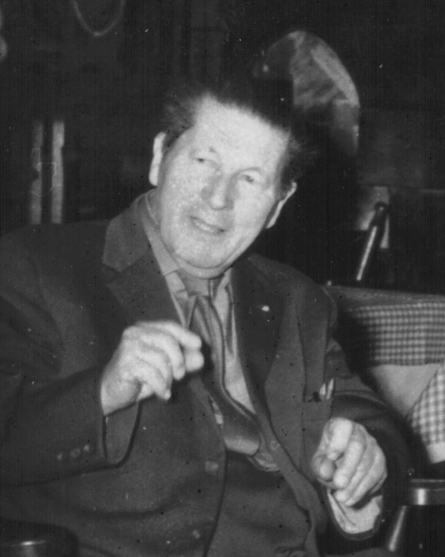
1962年撮影

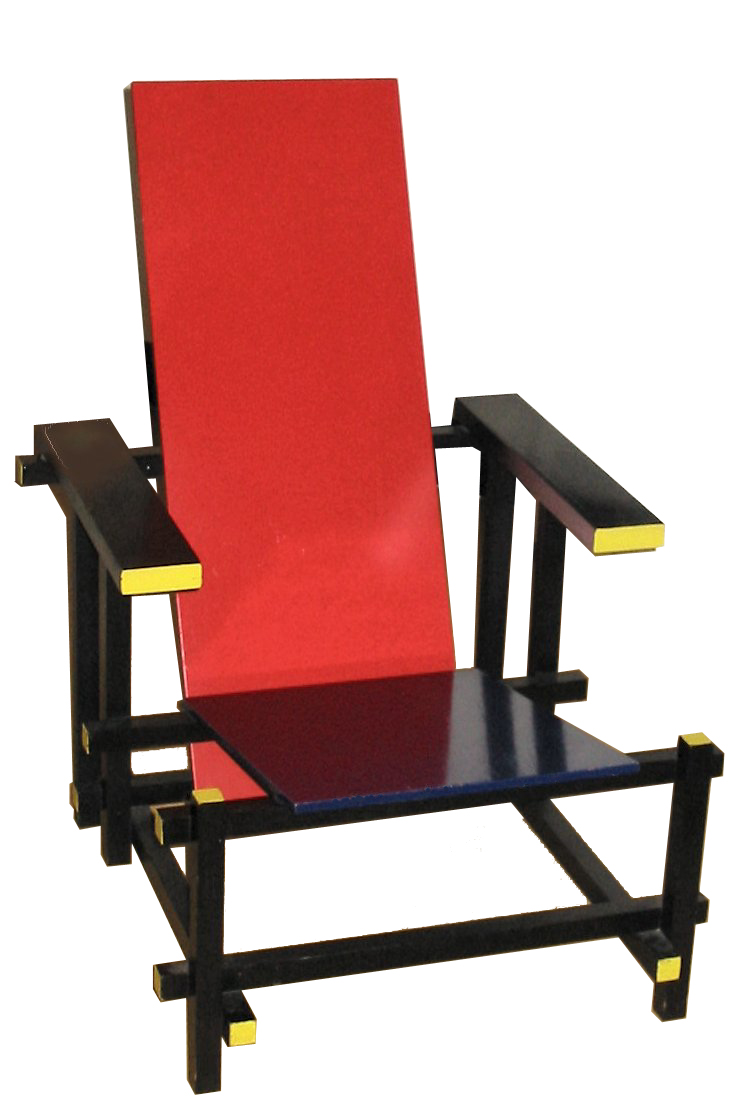
「レッド＆ブルーチェア（赤と青のいす）」

ヘリット・トーマス・リートフェルト（Gerrit Thomas Rietveld 1888年6月24日 - 1964年6月25日）は、20世紀オランダの建築家、家具デザイナー。若い時に家具製作を学び後に建築の設計を手がけた。画家ピエト・モンドリアンらのデ・ステイルに参画してその影響が強い作品を多く作った。直線による単純な構成からなるユニークな家具や建築はその後の近代建築の展開に大きな影響を与えたとされる。シュレーダー邸、赤と青の椅子、ジグザグチェアなどの代表作がある。

## 生涯
オランダのユトレヒトに生まれた。家具職人の父のもとで修業し、1911年に自分の家具工場をはじめる。1918年、モンドリアンらとともに芸術運動デ・ステイルに参加。デザイナーとしては「レッド＆ブルーチェア」、建築家としては、シュレーダー邸(オランダ・ユトレヒト、1924年、世界遺産）が有名である。

## 作品
| 名称                                            |                         | 年          | 所在地                 | 国                  | 備考 |
| ----------------------------------------------- | ----------------------- | ----------- | ---------------------- | ------------------- | ---- |
| シュレーダー邸                                  | Rietveld Schröder House | 1924年      | ユトレヒト             | オランダ            |      |
| ガレージ付き運転手の家                          |                         | 1927年      | ユトレヒト             | オランダ            |      |
| エラスムスラーン４戸建て低層集合住宅            |                         | 1931年      | ユトレヒト             | オランダ            |      |
| ゼッケリー邸                                    |                         | 1934年      | ブルメンダール         | オランダ            |      |
| メース邸                                        |                         | 1934年-36年 | デン・ハーグ           | オランダ            |      |
| サマーハウス・ブラント・コルスチウス邸          |                         | 1938年-39年 | ペッテン               | オランダ            |      |
| サマーハウス・フェレイン・ステュアート邸        |                         | 1940年-41年 | ブリューケレン         | オランダ            |      |
| スッミト邸                                      |                         | 1947年-49年 | キンデルダイク         | オランダ            |      |
| 障害者のための家 フェリート・インスティチュート |                         | 1947年-49年 | キュラソー島           | キュラソー オランダ |      |
| ヴェネツィア・ビエンナーレ・オランダ館          |                         | 1953年-54年 | ヴェネツィア           | イタリア            |      |
| スレーハース邸                                  |                         | 1952年-55年 | フェルプ               | オランダ            |      |
| ソンスベーク彫刻パヴィリオン                    |                         | 1955年      | アーネム               | オランダ            |      |
| フィッサー邸                                    |                         | 1954年-55年 | ベルゲアイク           | オランダ            |      |
| ファン・ダーレン邸                              |                         | 1956年-58年 | ベルゲアイク           | オランダ            |      |
| テキスタイル工場デ・ブルッフ                    |                         | 1956年-58年 | ベルゲアイク           | オランダ            |      |
| ユネスコ・プレスルーム                          |                         | 1957年-58年 | パリ                   | フランス            |      |
| ブリュッセル万博オランダ・パヴィリオン          |                         | 1957年-58年 | ブリュッセル           | ベルギー            |      |
| ファン・デン・ドゥール邸                        |                         | 1957年-59年 | イルペンダム           | オランダ            |      |
| ゾンネホフ美術館                                |                         | 1958年-59年 | アメルスフォールト     | オランダ            |      |
| ファン・ダンツィッヒ邸                          |                         | 1959年-60年 | サントポールト＝ザイト | オランダ            |      |
| アーネム美術アカデミー                          |                         | 1957年-63年 | アーネム               | オランダ            |      |
| ファン・スロベ邸                                |                         | 1961年-64年 | ヘールレン             | オランダ            |      |
| ヘリット・リートフェルト・アカデミー            |                         | 1956年-67年 | アムステルダム         | オランダ            |      |
| ゴッホ美術館                                    |                         | 1963年-73年 | アムステルダム         | オランダ            |      |